# MySQLi
MySQLi – rozszerzenie języka PHP służące do obsługi bazy danych MySQL za pomocą składni obiektowej jak i proceduralnej. Pojawiło się ono w PHP 5 i wymaga MySQL w wersji 4.1.3 lub wyższej.

## Przykłady użycia

### API proceduralne
```
// tworzenie uchwytu do bazy danych

$db
 
=
 
mysql_connect
(
'localhost'
,
 
'login'
,
 
'haslo'
);

// łączenie z konkretną bazą danych

mysql_select_db
(
'nazwa_bazy'
,
 
$db
);

// wykonanie zapytania SQL do bazy

$wynik
 
=
 
mysql_query
(
$zapytanie
,
 
$db
);

```

### API obiektowe
```
// tworzenie instancji klasy mysqli

$db
 
=
 
new
 
mysqli
(
'localhost'
,
 
'login'
,
 
'haslo'
,
 
'nazwa_bazy'
);
 

// wykonanie zapytania SQL do bazy

$wynik
 
=
 
$db
->
query
(
$zapytanie
);

```